# Saint-Étienne-de-Beauharnois
Saint-Étienne-de-Beauharnois è un comune del Canada, situato nella provincia del Québec, nella regione di Montérégie.